# Karlbergs station
Karlberg är en järnvägsstation, numera en reservstation för pendeltågen, belägen i stadsdelen Vasastan i Stockholms innerstad. Den hade i genomsnitt 14 200 påstigande och 14 700 avstigande per dag 2013. Stationen stängdes den 10 juli 2017 och ersattes då av Stockholm Odenplan.

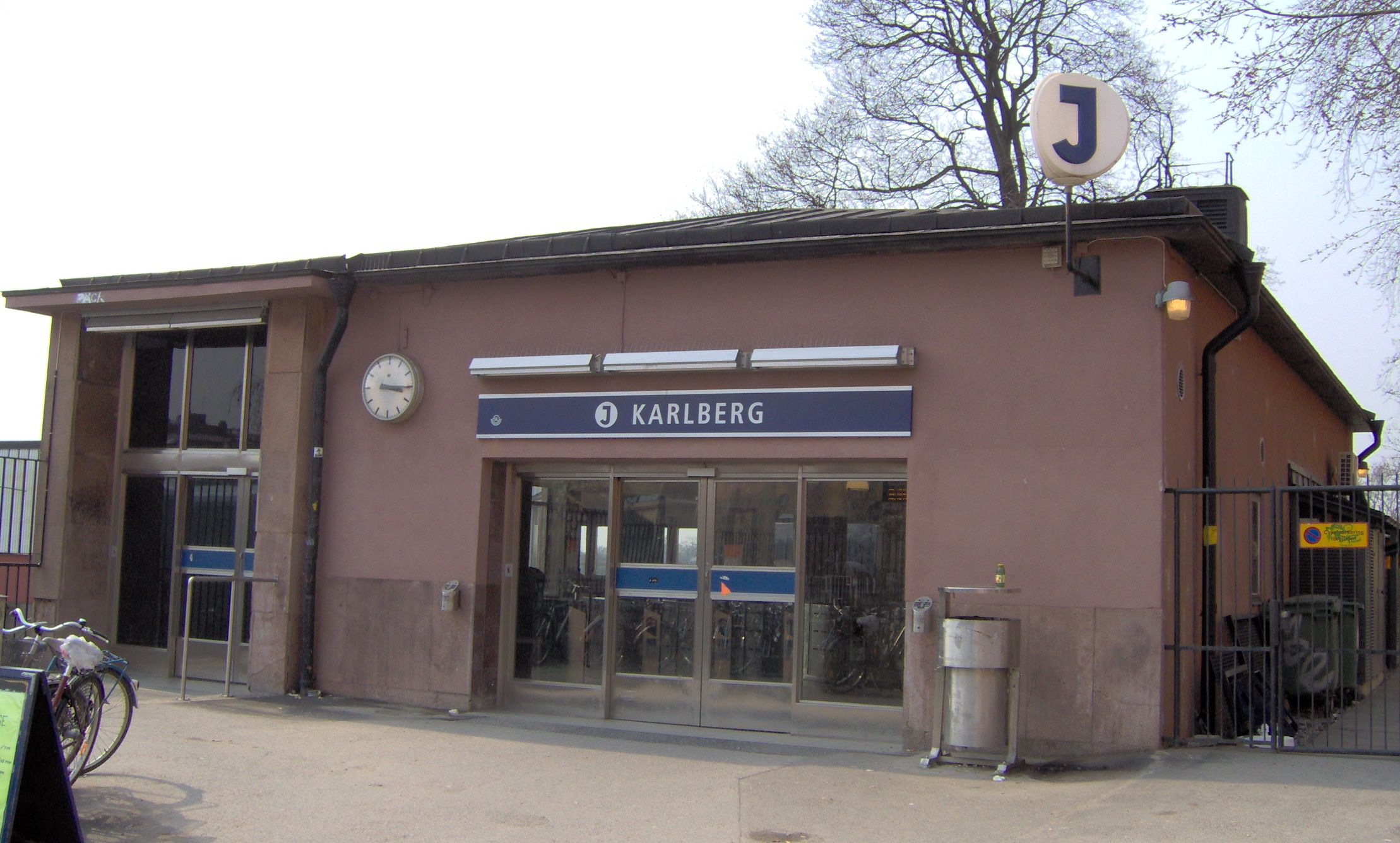
Karlbergs stationshus.

## Historik
Stationen ligger i Stockholms kommun, 2 kilometer norr om Stockholm Central och är uppkallad efter Karlbergs slott som ligger på andra sidan Klarastrandsleden i Solna kommun. Stationen öppnades den 3 november 1882, då med ingång vid Rörstrandsgatans passage under järnvägen. Stationen byggdes i samband med att Värtabanan anlades och denna bana anslöt till Ostkustbanan vid den punkt där Karlbergs station kom att läggas. Värtabanan, som då hade persontrafik, ledde från Karlberg och Tomteboda till Värtahamnen. Även vid Tomteboda anlades ett stationshus samma år som Karlbergs station anlades, men all persontrafik vid Tomteboda station avvecklades redan på 1910-talet. Persontrafiken på Värtabanan upphörde i sin helhet 1913 men Karlbergs station har fortsatt använts för annan persontrafik sedan dess. 
Den nuvarande stationsbyggnaden vid Norrbackagatan uppfördes 1932. Stationen upphörde som pendeltågsstation den 10 juli 2017 då Citybanan stod klar. Pendeltågen leds sedan dess genom en tunnel till stationen Stockholm Odenplan, som ersatt Karlberg.

## Anslutning
Stationen har nackdelen att den har relativt dålig koppling till annan lokal kollektivtrafik. Den mest använda förbindelsen var att gå cirka 400 meter till tunnelbanestationen S:t Eriksplan. En busshållplats fanns också utanför stationen.

## Utformning
Stationen har två plattformar, en för södergående och en för norrgående pendeltåg, samt spår för passerande fjärr- och godståg.
Biljetthallen är belägen vid Norrbackagatan 3. Förbindelse med plattformarna via trappor, hissar samt rulltrappor (uppåtgående).
Anläggningen i sitt nuvarande utförande byggdes huvudsakligen i början av 1970-talet sedan SL tagit över pendeltågstrafiken.
Stationen fick viss renovering 2005.

## Galleri

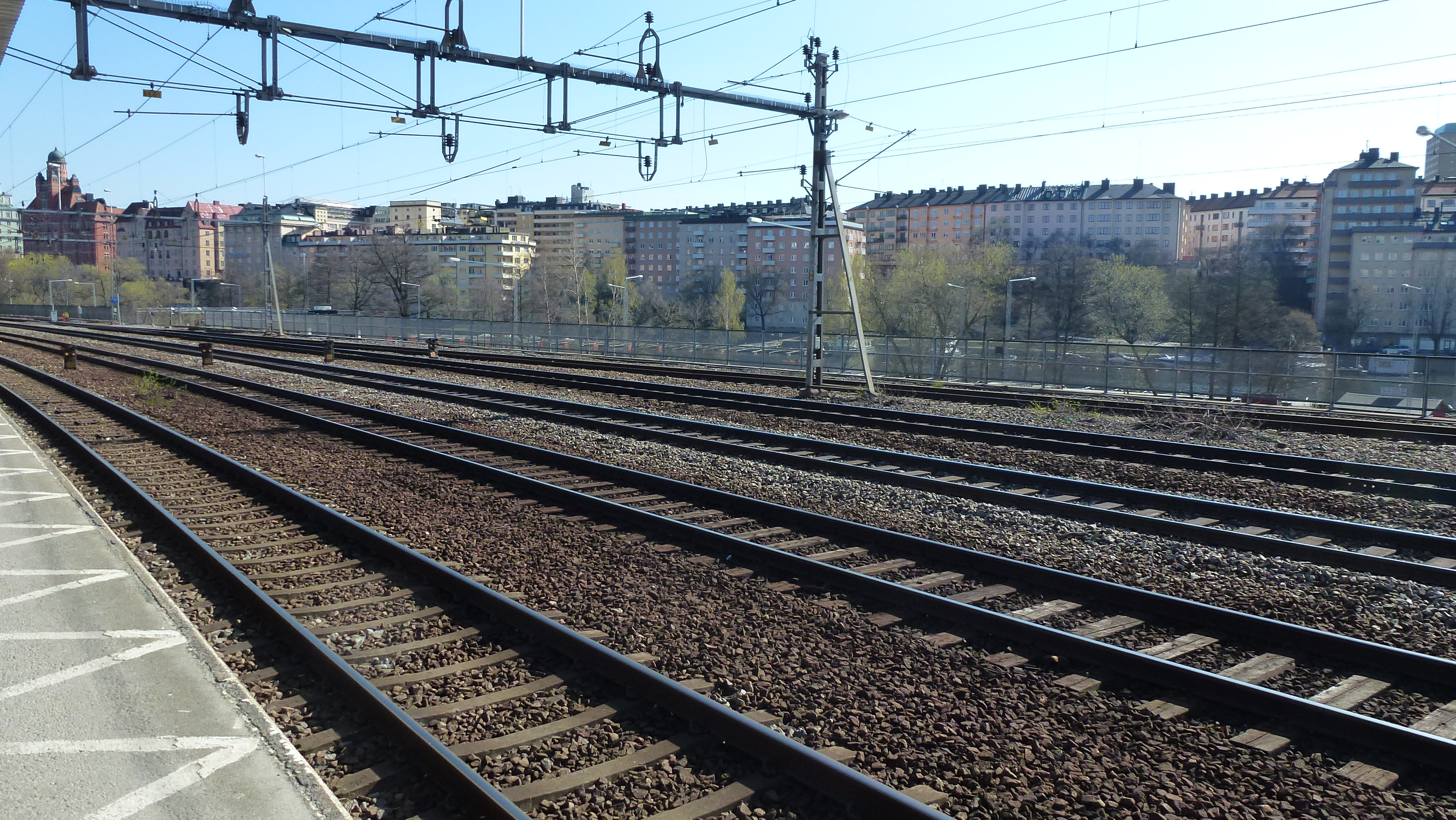
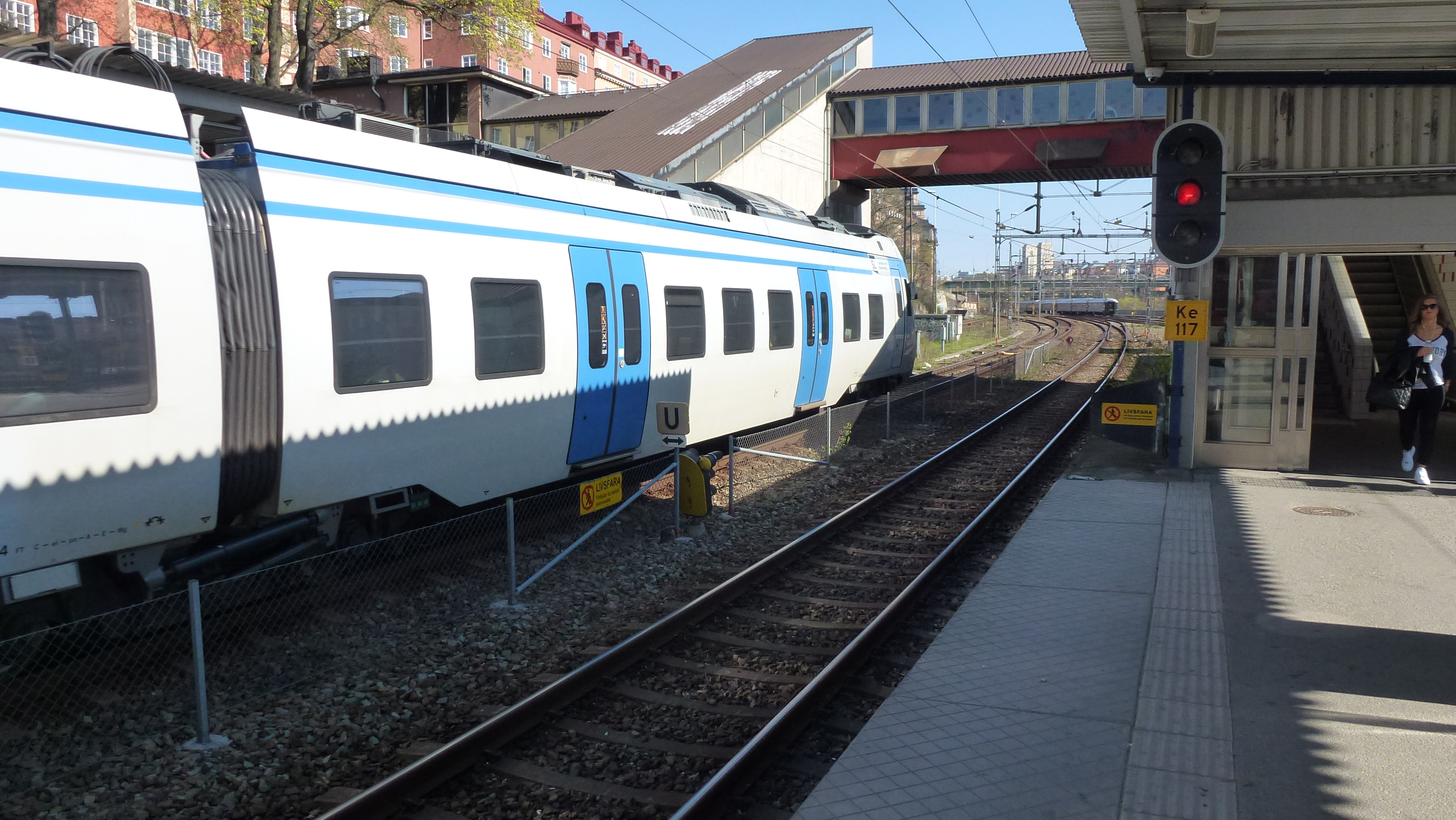
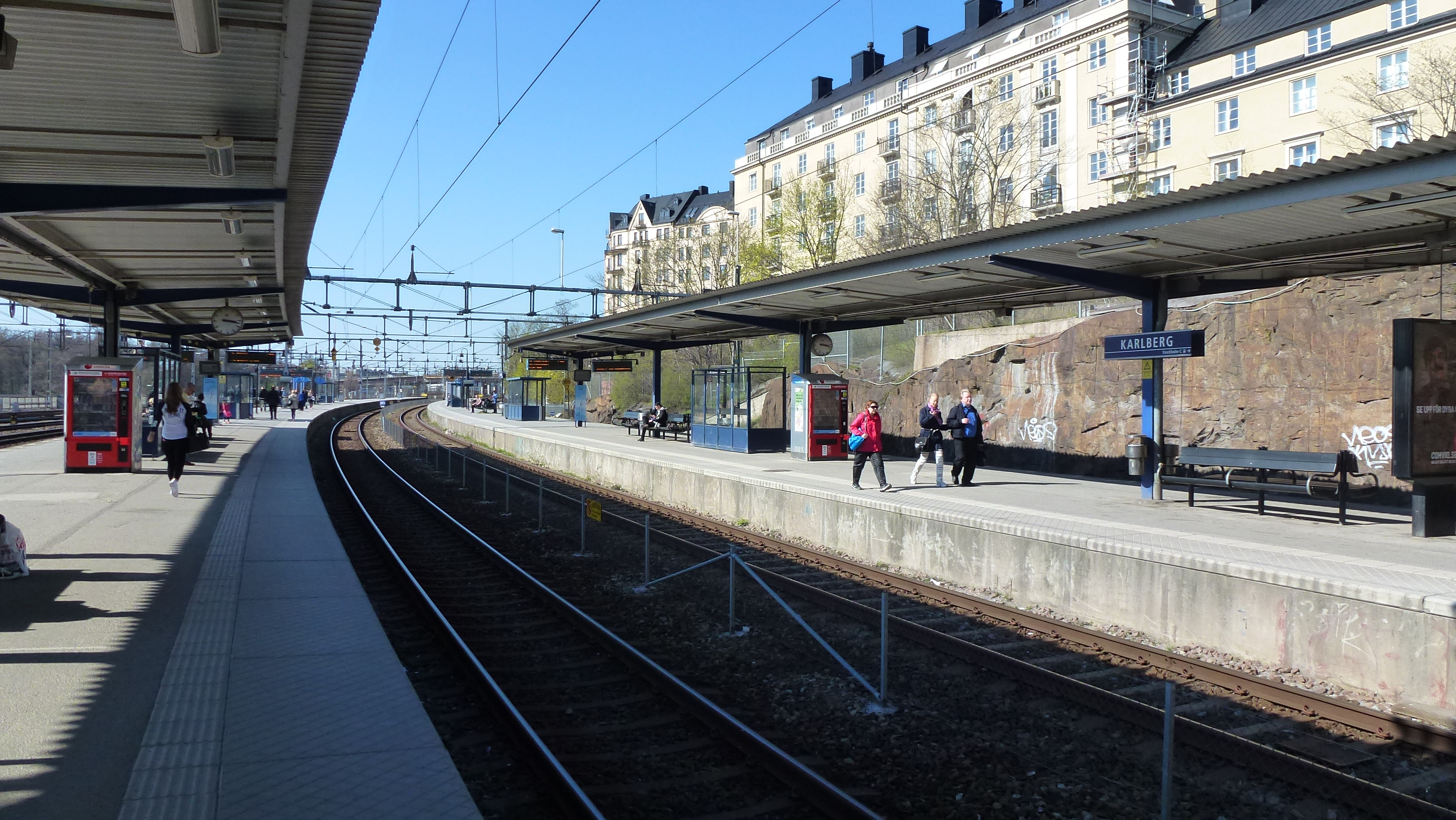
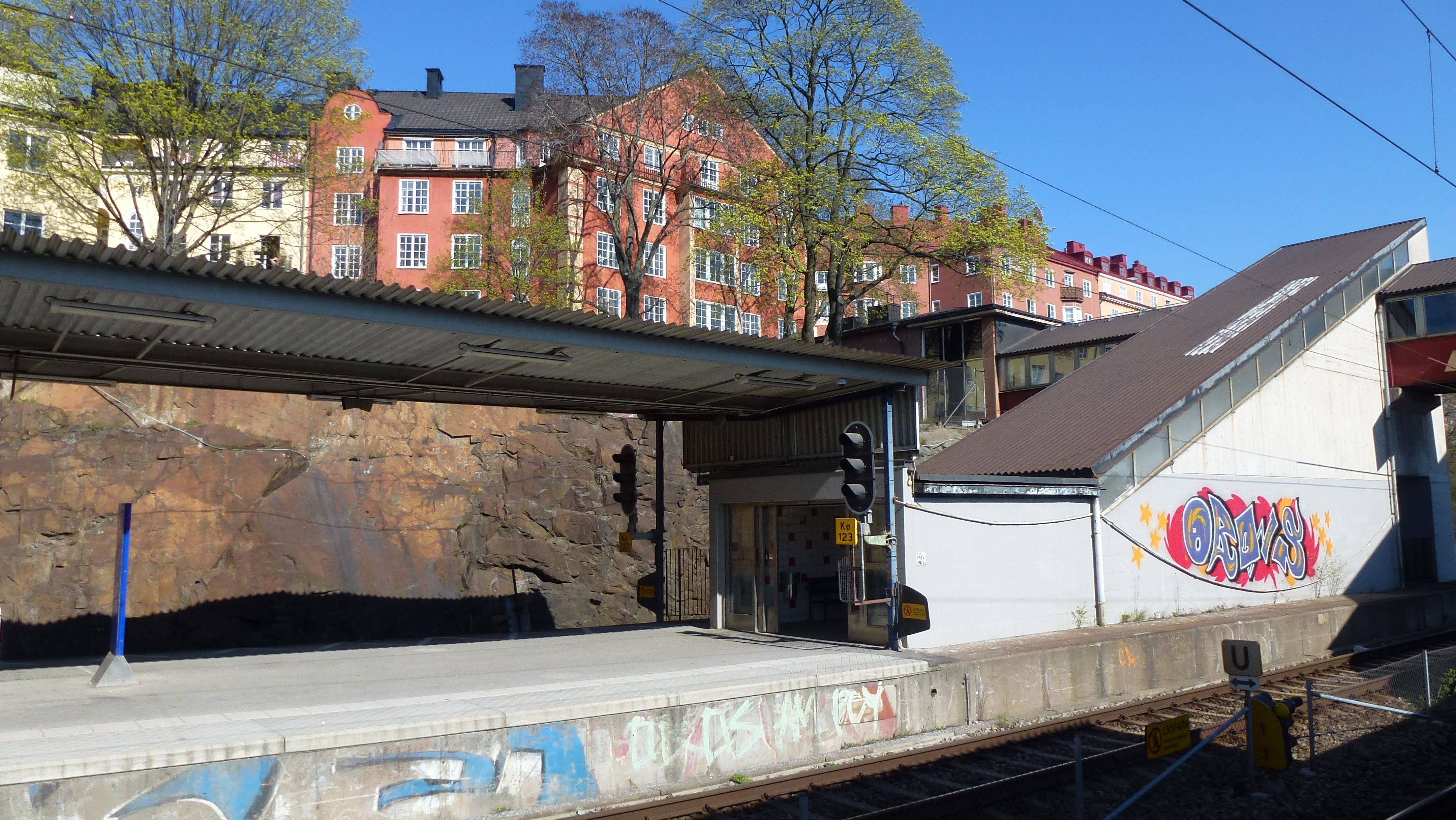
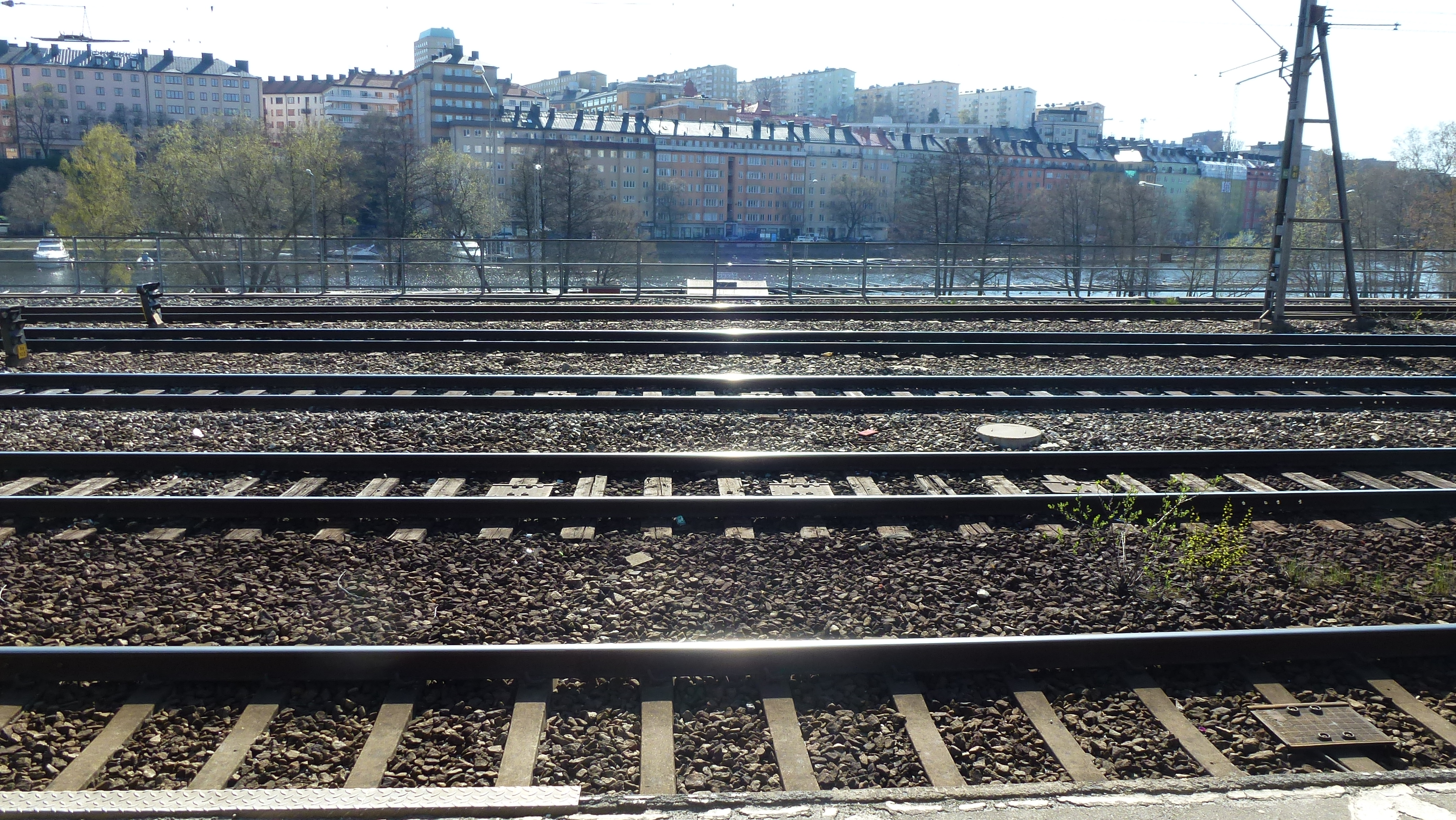
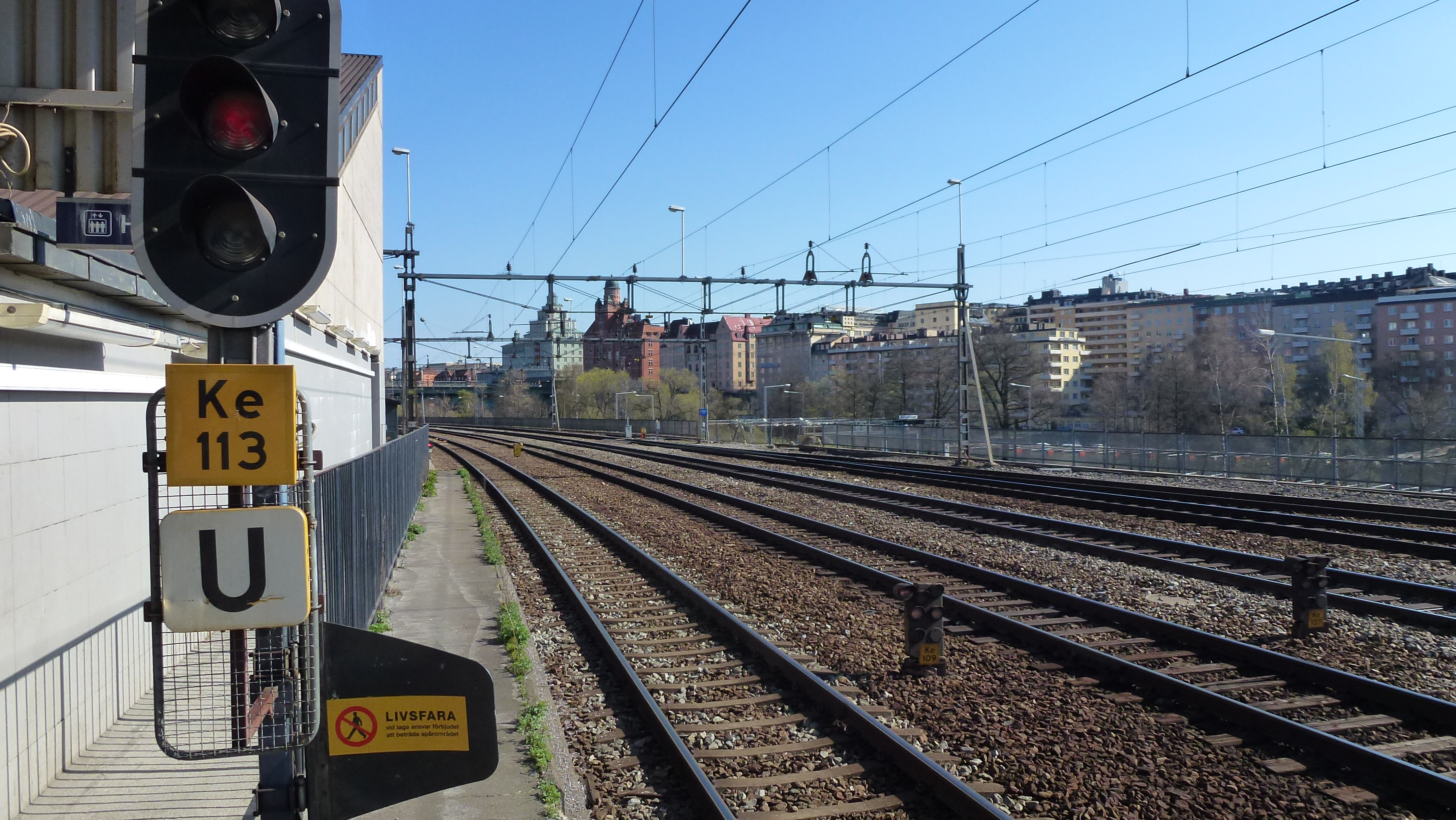
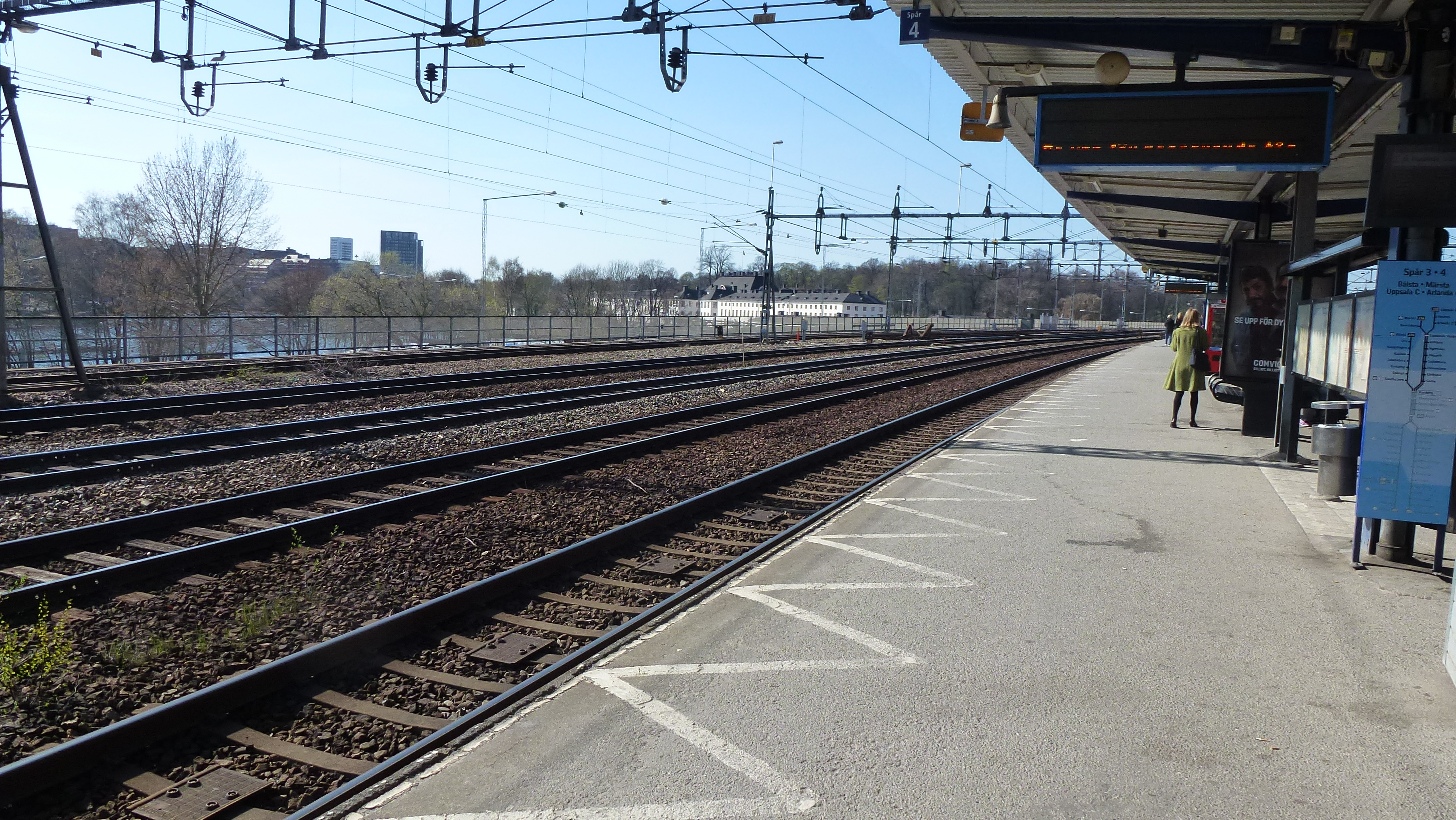
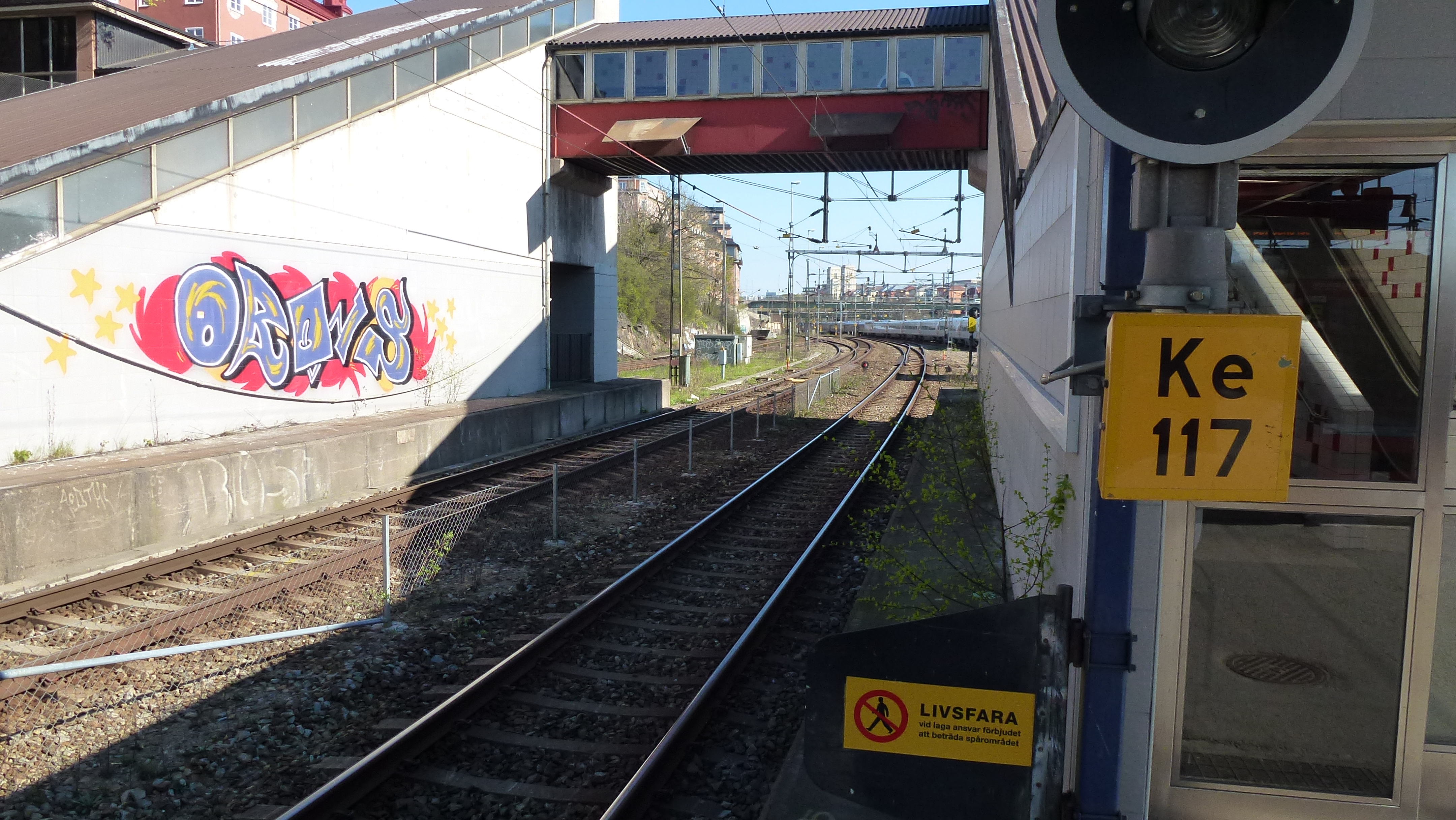
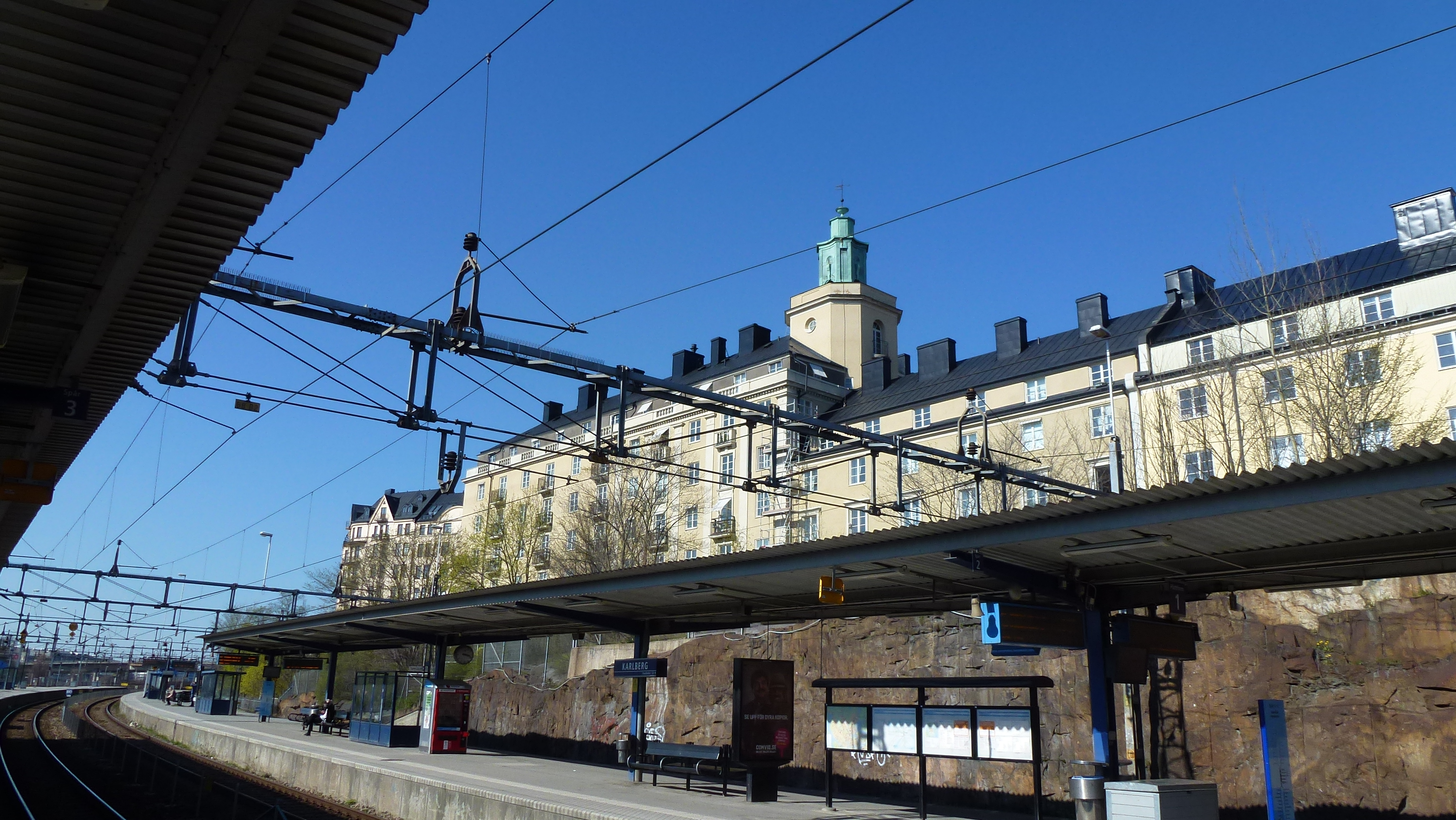
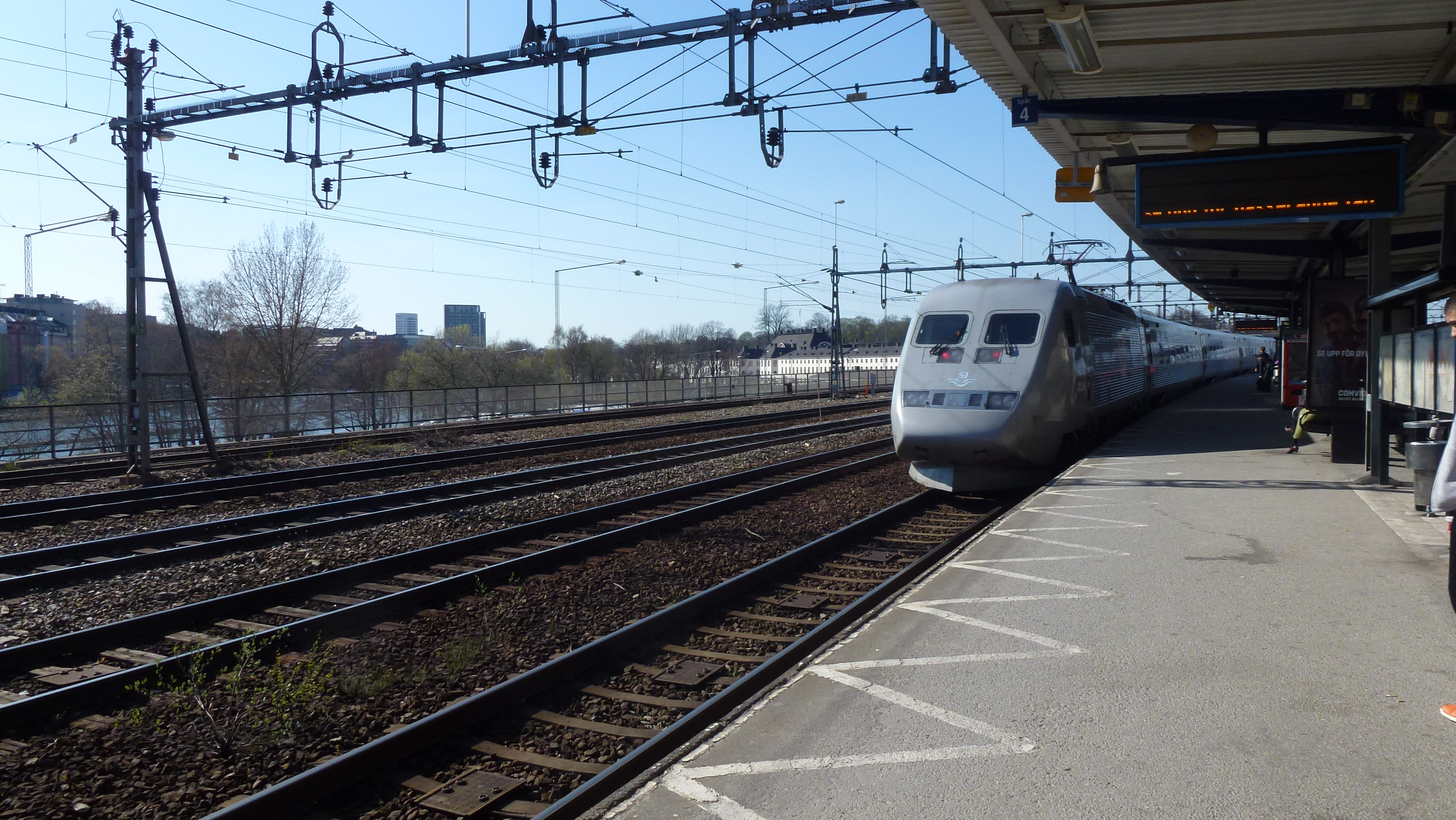
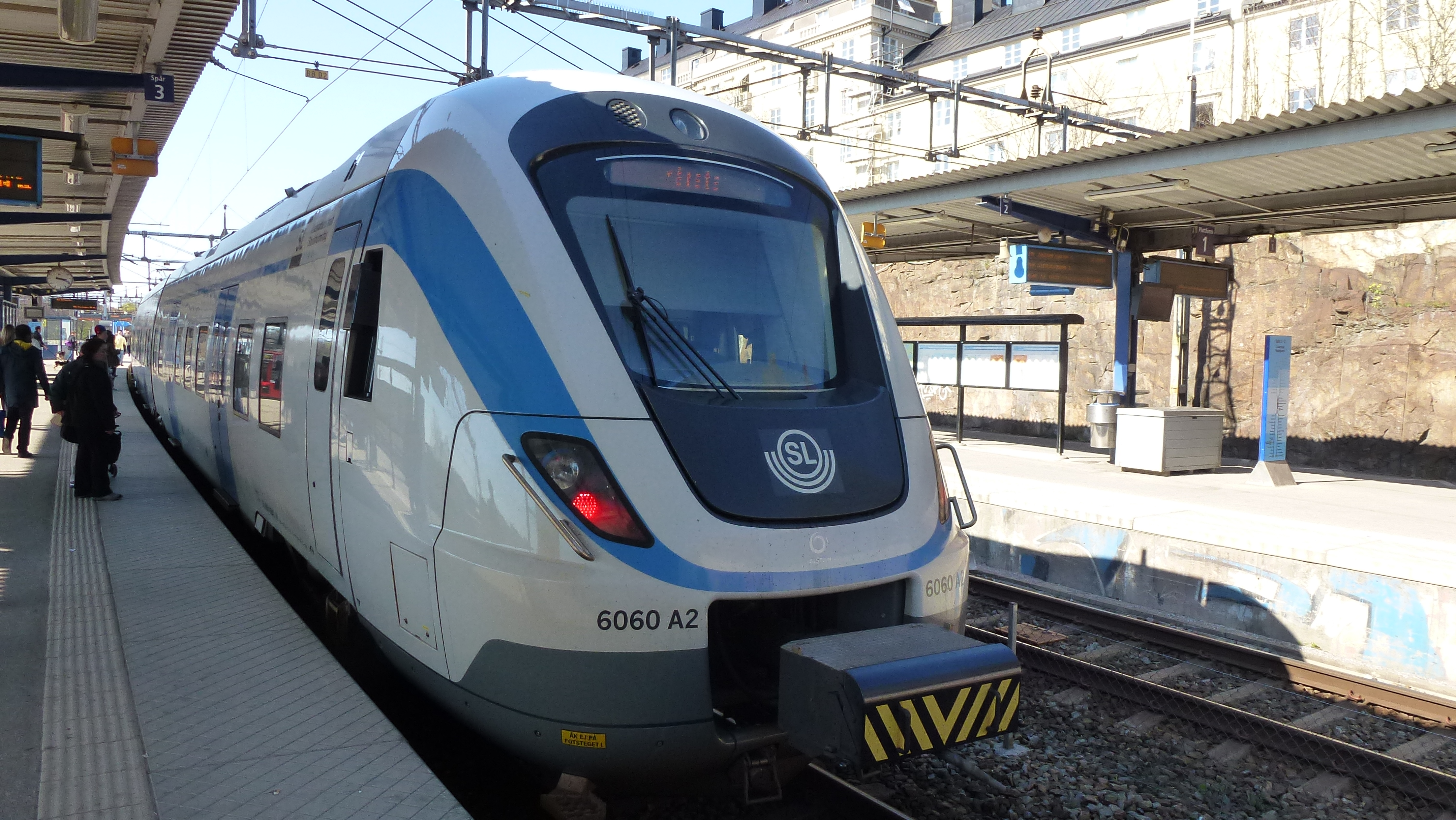